# Дуговая лампа

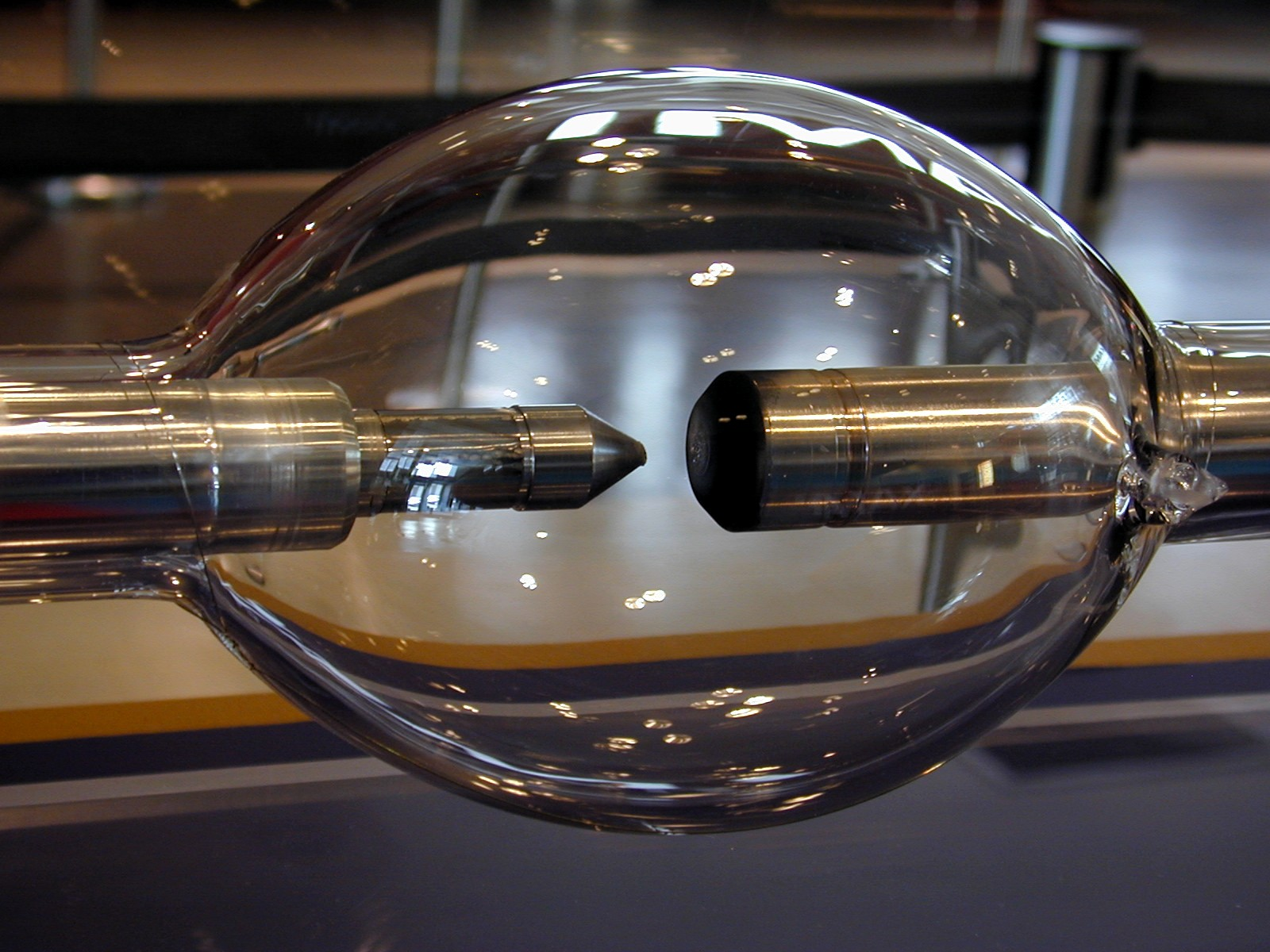
Ксеноновая дуговая лампа

Дуговая лампа — общий термин для обозначения класса ламп, в которых источником света является электрическая дуга. Дуга горит между двумя электродами из тугоплавкого металла, как правило, из вольфрама. Пространство вокруг промежутка обычно заполняется инертным газом (ксеноном, аргоном), парами металлов или их солей (ртути, натрия и др.). В зависимости от состава, температуры и давления газа, в котором происходит разряд, лампа может излучать свет различного спектра. Если в спектре излучения много ультрафиолетового света, а необходимо получить видимый, используется люминофор.

## Принцип работы

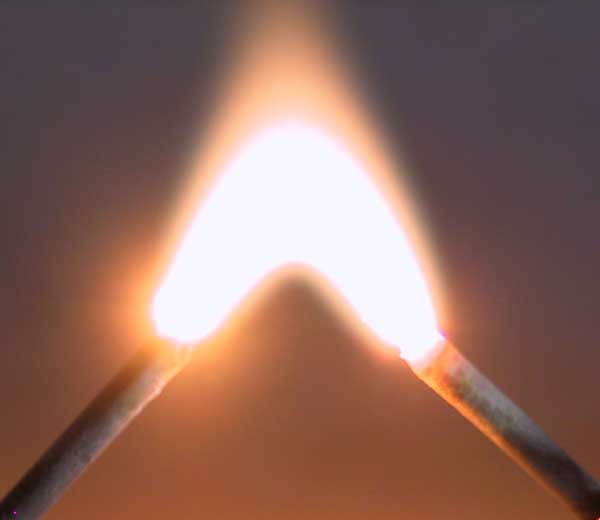
Электрическая дуга

В дуговой лампе газ между электродами ионизируется под воздействием высокой температуры и электрического поля, в результате чего переходит в состояние плазмы. Плазма хорошо проводит ток. За счёт рекомбинации электронов излучается свет.
Сопротивление разрядного канала зависит от температуры: чем она выше, тем больше проводимость. В результате чего дифференциальное сопротивление лампы в рабочем режиме нередко отрицательное, поэтому дуговые лампы требуют для питания источник, имеющий большое внутреннее сопротивление, а значит не подходят для подключения в обычные электрические сети. Для согласования сопротивления лампы и питающей сети используется балласт. Чаще всего, при питании лампы переменным током, он представляет собой дроссель, обладающий согласованным с параметрами лампы реактивным сопротивлением.
Для того, чтобы дуга зажглась, должен произойти электрический пробой газа. Для этого требуется предварительный подогрев и большая напряжённость электрического поля, либо предварительная ионизация газа. Для этой цели применяются различные схемы: может кратковременно замыкаться цепь в обход лампы (в результате чего импульс образуется за счёт самоиндукции дросселя при размыкании), или подаваться высокое напряжение от отдельного импульсного зажигающего устройства, могут использоваться дополнительные поджигающие электроды или рабочие электроды могут механически сближаться, также возможно использование радиоактивного источника малой активности (до 1 мкКи) для предварительной ионизации (криптон-85 или тритий в рабочей смеси газов) газа в дуговом промежутке.
Цвет излучаемого света, как и электрические характеристики лампы меняются со временем и изменением температуры. Температура дуги в лампе может достигать нескольких тысяч градусов Цельсия, кварцевой колбы — до 500 градусов, а керамической колбы — до 1000 градусов.